# Cerro las Ventanas
El Cerro La Ventana de Tisure, también llamado Mucuchache o Morro de Las Ventanas, (8°43′43″N 70°49′29″O / 8.7287, -70.8247) es una formación de montaña, una de las de mayor elevación de Venezuela, ubicada en el Parque nacional Sierra Nevada (Venezuela). 
El Cerro las Ventanas se encuentra ubicado en un prestigioso punto en medio de las dos montañas más elevadas de la Sierra de Santo Domingo al este de la ciudad de Mérida: el Cerro El Morro hacia el Oeste y el Pico Mucuñuque hacia el este. La subida del Cerro Las Ventanas se logra comenzando por el valle que une a los poblados de La Mucuchache y el Potrero de El Tisure.